# 奥斯基里
奥斯基里（義大利語：Oschiri），是意大利撒丁大区薩薩里省的一个市镇。总面积216.07平方公里，人口3515人，人口密度16.3人/平方公里（2009年）。ISTAT代码为104018。